# لاگانادی
لاگانادی (به ایتالیایی: Laganadi) یک کومونه در ایتالیا است که در استان رجیو کالابریا واقع شده‌است.

## خصوصیات
لاگانادی ۸٫۳ کیلومترمربع مساحت و ۴۵۸ نفر جمعیت دارد.